# Zwiefalten
Zwiefalten là một thị xã nằm ở huyện Reutlingen, bang Baden-Württemberg, Đức.

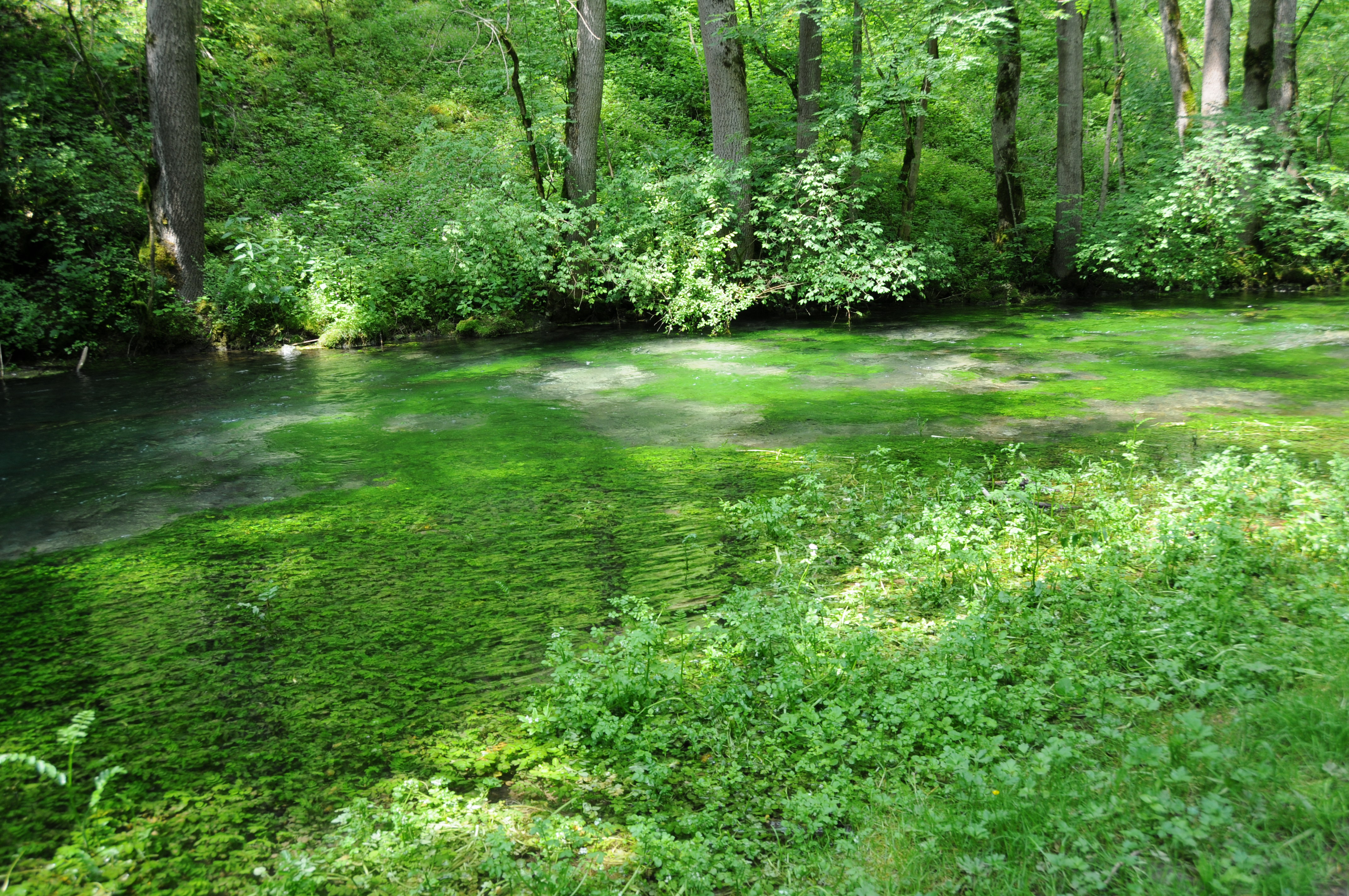
Zwiefalter Ach, phía nam của Wimsener Höhle

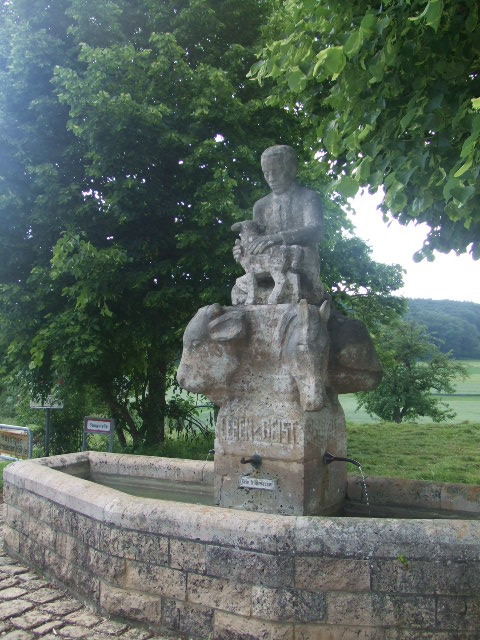
Đài phun nước Gauingen

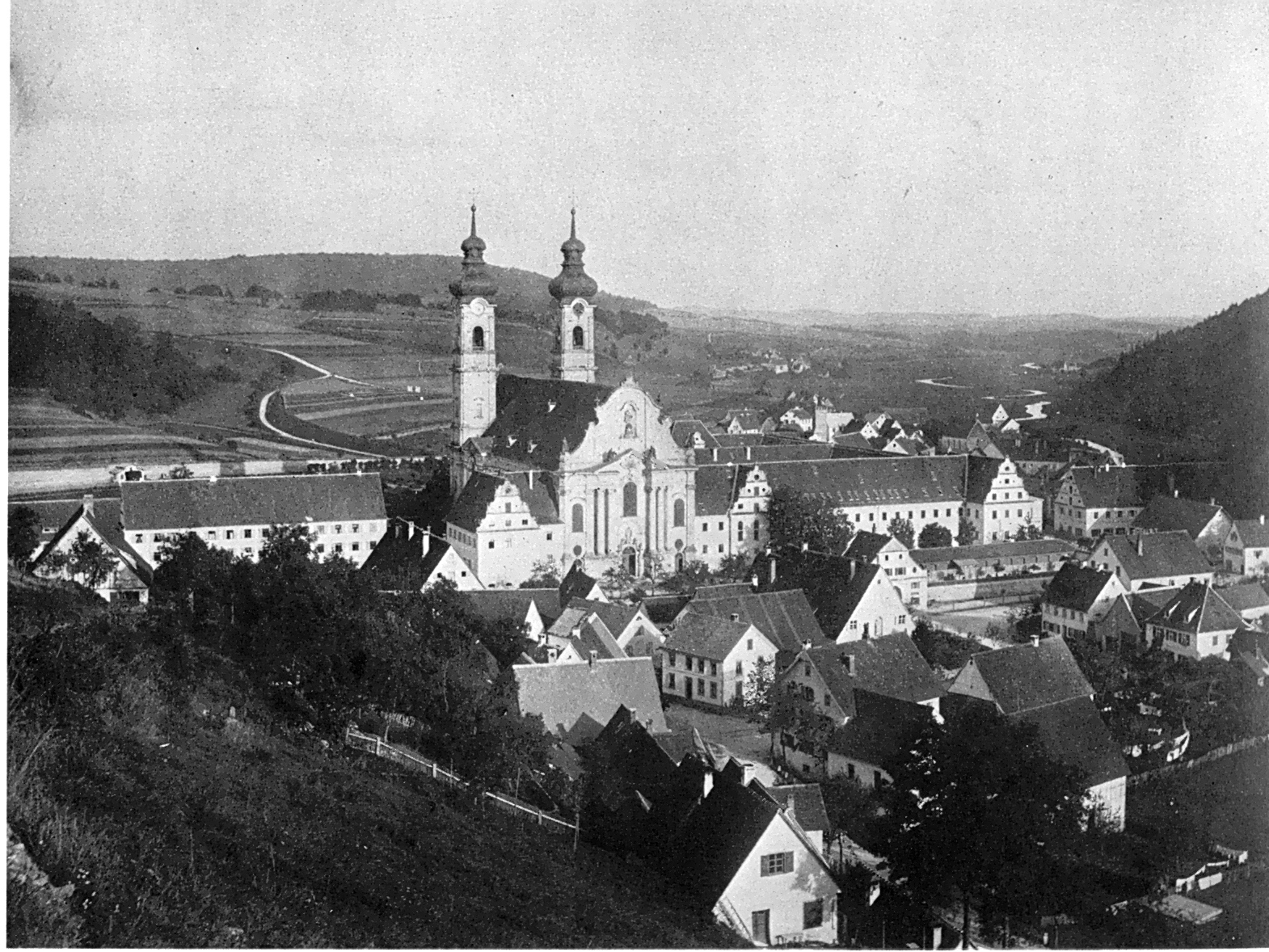
Zwiefalten 1890

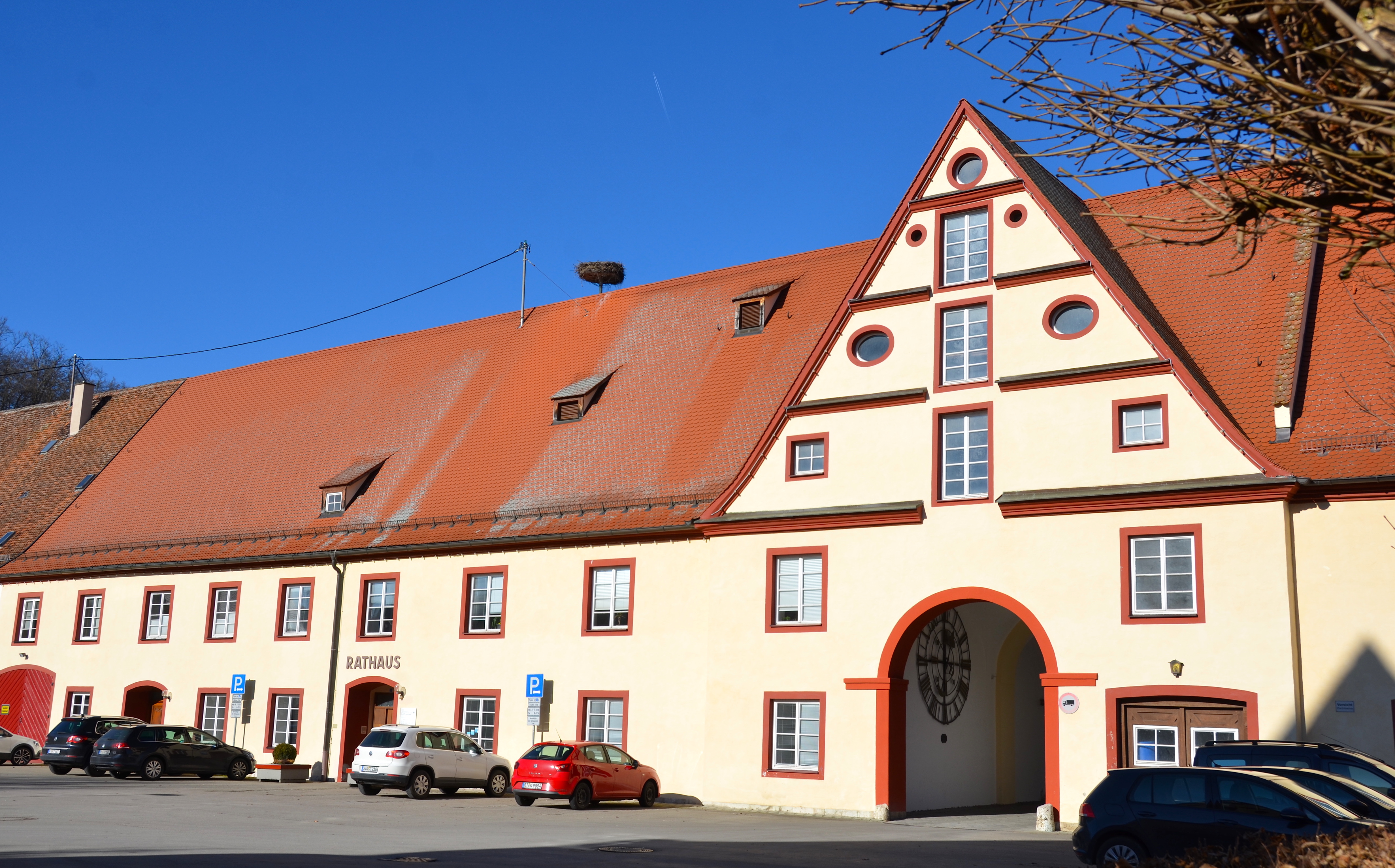
Tòa thị chính Zwiefalten

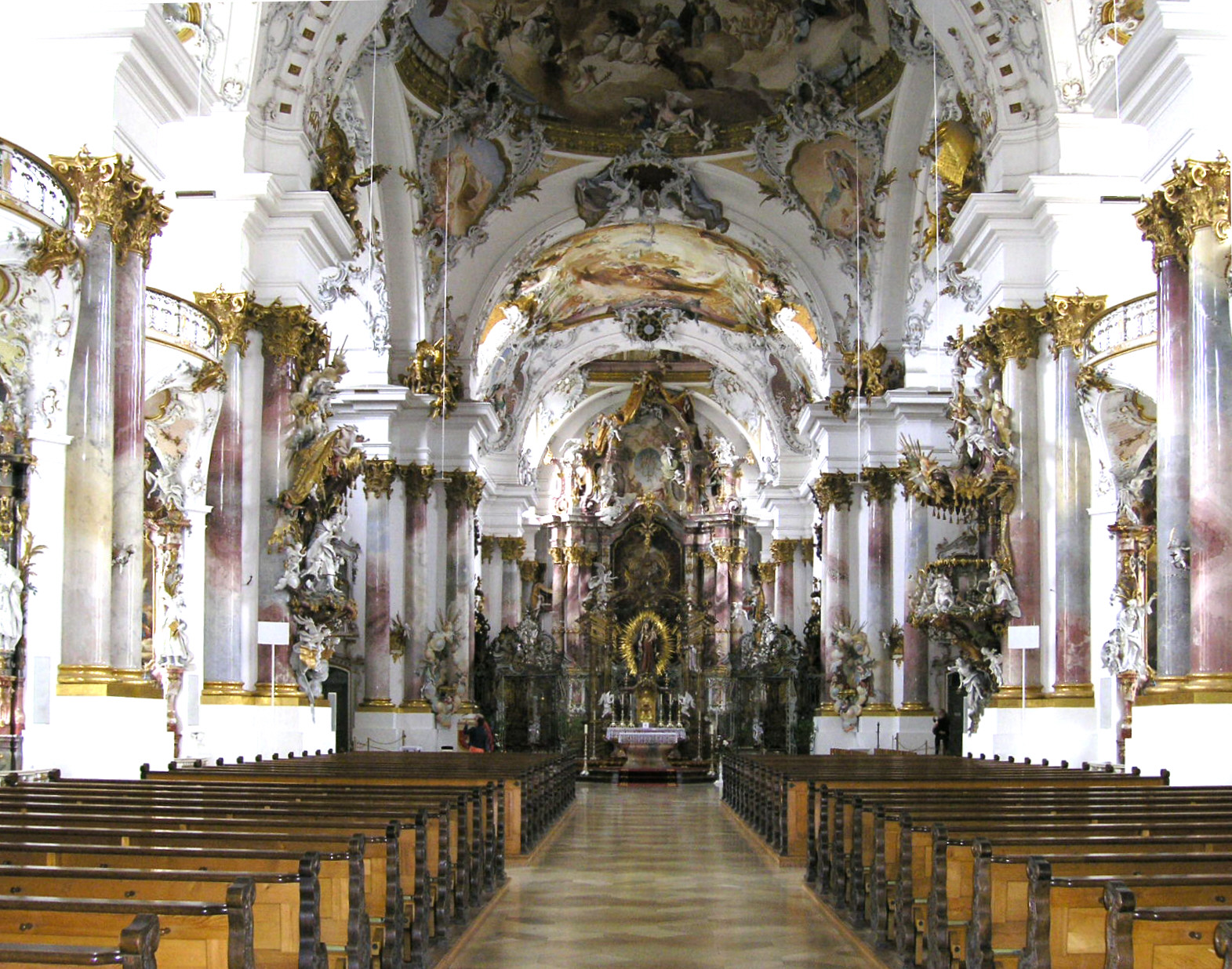
Tu viện Zwiefalten

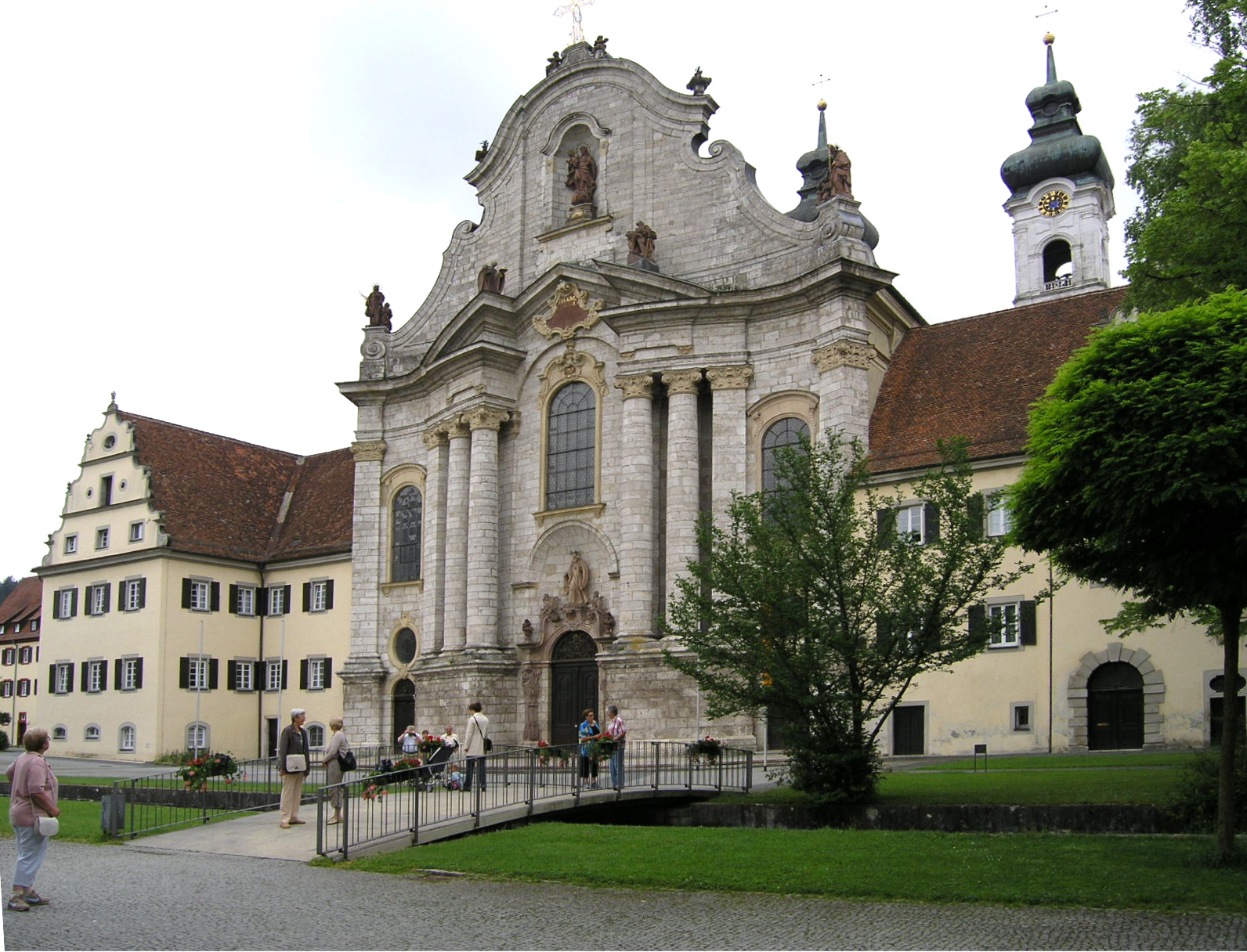
Zwiefalten